# 第59屆印度電影觀眾獎
第59屆印度電影觀眾獎於2014年1月13日宣布入圍名單，2014年1月24日舉行頒獎。

## 得主

### 最佳影片
- 跑吧！印度
- 寶萊塢之愛情特快車
- 寶萊塢生死戀之羅密歐與茱麗葉
- 我是你的羅密歐
- 青春洋溢色彩

### 最佳導演
- Aanand L Rai             我是你的羅密歐
- Abhishek Kapoor          斷線人生－印度合夥人
- 艾安·穆科吉             青春洋溢色彩
- Rakeysh Omprakash Mehra  跑吧！印度
- Rohit Shetty             寶萊塢之愛情特快車
- 山傑·李拉·班沙里    寶萊塢生死戀之羅密歐與茱麗葉

### 最佳男主角
- 丹努什                  我是你的羅密歐
- 法罕·阿克塔爾            跑吧！印度
- 李提克·羅森           奇魔俠續集
- 兰比尔·卡普尔            青春洋溢色彩
- 蘭威爾·辛格            寶萊塢生死戀之羅密歐與茱麗葉

### 最佳女主角
- 荻皮卡·帕都恭         寶萊塢之愛情特快車
- 荻皮卡·帕都恭         寶萊塢生死戀之羅密歐與茱麗葉
- 帕麗萊蒂·曹帕拉         愛情得來速
- 施拉達·卡普爾          誓愛如歌２
- 索納絲·辛哈           最後一葉
- 索娜姆·卡浦爾             我是你的羅密歐

### 最佳男配角
- 阿狄提亞·羅伊·卡潑爾         青春洋溢色彩
- 阿努帕姆·卡爾              騙行無阻
- 納華薩甸·薛迪奇      美味情書
- Pankaj Kapur             鄉間醉戀
- 拉吉庫馬·拉奧         斷線人生－印度合夥人
- Vivek Oberoi             奇魔俠續集

### 最佳女配角
- Divya Dutta              跑吧！印度
- 卡琪·柯切林           青春洋溢色彩
- 康坎娜·森·沙瑪       女巫就在你身邊
- 蘇普麗亞·帕塔克     寶萊塢生死戀之羅密歐與茱麗葉
- 絲瓦拉·巴斯卡            我是你的羅密歐

### 最佳音樂
- Amit Trivedi                          最後一葉
- Ankit Tiwari, Mithoon & Jeet Ganguly  誓愛如歌2
- AR Rahman                             我是你的羅密歐
- Pritam                                青春洋溢色彩
- Sanjay Leela Bhansali                 寶萊塢生死戀之羅密歐與茱麗葉
- Vishal-Shekhar                        寶萊塢之愛情特快車

### 最佳作詞
- Amitabh Bhattacharya (Shikayatein)    最後一葉
- Amitabh Bhattacharya (Kabira)  　　　 青春洋溢色彩
- Mithoon (Tum Hi Ho)   　　　　　　　  誓愛如歌2
- Prasoon (Zinda)                       跑吧！印度
- Swanand Kirkire (Manja)               斷線人生－印度合夥人

### 最佳幕後男歌手
- Amit Trivedi (Manja)                  斷線人生－印度合夥人
- Ankit Tiwari (Sunn Raha Hai Na Tu)    誓愛如歌2
- Arijit Singh (Tum Hi Ho)              誓愛如歌2
- Benny Dayal (Badtameez Dil)           青春洋溢色彩
- Siddharth Mahadevan (Zinda)           跑吧！印度

### 最佳新人導演
- Ritesh Batra                         美味情書

### 最佳新人男演員
- Dhanush                              我是你的羅密歐

### 最佳新人女演員
- 凡妮·卡浦爾                         愛情得來速

### 最佳原著
- Subhash Kapoor                       律界新手

### 最佳編劇
- Chetan Bhagat等4人                   斷線人生－印度合夥人

### 最佳攝影
- Kamaljit Negi                        諜戰馬德拉斯

### 最佳剪輯
- Aarif Sheikh                         伊凡卡漢之行動日

### 最佳配樂
- Hitesh Sonik                         斷線人生－印度合夥人

### 最佳舞蹈
- Samir & Arsh Tanna                   寶萊塢生死戀之羅密歐與茱麗葉

### 最佳動作
- Thomas Struthers & Guru Bachchan     伊凡卡漢之行動日

### 最佳視效
- Tata Elxis                           幻影車神３

### 最佳音效
- Bishwadeep Chatterjee & N R Samar    諜戰馬德拉斯

### 最佳美術
- Acropolis Design                     跑吧！印度

### 最佳服裝
- Dolly Ahluwalia                      跑吧！印度

### 影評人票選最佳影片
- Ritesh Batra                         美味情書

### 影評人票選最佳男主角
- 拉吉庫馬·拉奧                       法界先鋒

### 影評人票選最佳女主角
- Shilpa Shukla                        隔壁小王

- 年度賣座電影獎－寶萊塢之愛情特快車
- 明日音樂之星獎－Sidharth Mahadevan
- 終身成就獎－Tanuja